# Duane Holmes
Pour les articles homonymes, voir Holmes.
Duane Holmes, né le 6 novembre 1994 à Columbus en Géorgie, est un joueur international américain de soccer. Il joue au poste de milieu de terrain.

## Biographie

### Jeunesse
Né à Columbus en Géorgie, d'un père américain et d'une mère anglaise. Il déménage à Wakefield en Angleterre, avec sa mère, à l'âge de 4 ans. Il commence à jouer au football à Kellingley Welfare, puis à Normanton Athletic. Il rejoint les moins de neuf ans du Huddersfield Town en 2002, puis en mai 2011, il intégré le centre de formation du Huddersfield Town.

### Carrière en club
Il signe son premier contrat professionnel avec Huddersfield Town, avec un contrat garanti jusqu'à la fin de la saison 2014-2015 puis une année en option. Il portera le numéro 38.
Il fait ses débuts professionnel pour les Terriers lors du troisième tour de la Coupe de la Ligue contre Hull City le 24 septembre 2013, en remplaçant Daniel Carr (en) (défaite 1-0),. Après le match, l'entraîneur Mark Robins a salué sa performance. Puis le 27 septembre, il fait ses débuts en Championship lors d'un match nul 1-1 contre Blackpool FC en remplaçant Jon Stead, où il délivre sa première passe décisive pour James Vaughan,,. Il dispute son premier match en tant que titulaire lors d'une victoire 3-2 contre Leeds United le 26 octobre, avant d'être remplacé à la mi-temps par Sean Scannell,.
Le 20 février 2014, il est prêté pour un mois à Yeovil Town qui évolue en Championship. Deux jours plus tard, il fait ses débuts contre Doncaster Rovers (victoire 1-0),. Malgré le fait que l'entraîneur de Yeovil Gary Johnson (en) souhaite prolonger la période de son prêt, mais il fait son retour à Huddersfield le 17 mars, après avoir disputé cinq matchs à Yeovil.
La saison suivante, il change de numéro de maillot en passant du 38 au numéro 19. Le 30 août 2014, il est prête à Bury FC qui évolue en League Two, jusqu'au 5 janvier 2015. Il fait ses débuts à Bury le lendemain, lors d'une victoire de 2 à 1 contre Accrington Stanley. Il retourne à Huddersfield le 29 octobre. À la fin de la saison, Huddersfield Town lui propose un nouveau contrat et le 22 juin 2015, il signe un nouveau contrat d'un an avec son club. Le 12 janvier 2016, il inscrit son premier but professionnel face à Charlton Athletic pour le compte de la 26e journée de Championship (victoire 5-0),.
Le 7 juillet 2016, il signe un contrat de deux ans avec Scunthorpe United qui évolue en League One,. Il fait ses débuts avec Scunthorpe lors du premier tour de la Coupe de la Ligue contre Notts County le 9 août 2016 (victoire 2-0),. Le 13 août, il fait ses débuts en League One face à Fleetwood Town (2-2),. Le 24 septembre, il inscrit son premier but face à Sheffield United pour le compte de la 9e journée de League One (2-2),. Pour sa dernière saison, il joue 54 rencontres (dont 45 en championnat) et inscrit neuf buts dont son premier doublé face à Northampton Town,. Blackburn Rovers, Rotherham United et Derby County s'intéressent à lui à la fin de la saison.
Après deux saisons en League One, il fait son retour en Championship. Il signe un contrat de trois ans avec Derby County le 9 août 2018. Il fait ses débuts lors du deuxième tour de la Coupe de la Ligue contre Hull City le 28 août 2018 (victoire 0-4),. Le 3 novembre, il dispute sa première rencontre en tant que titulaire face à Birmingham City (victoire 3-1),. Le 19 janvier 2019, il inscrit son premier but face à Reading FC pour le compte de la 28e journée de Championship (victoire 2-1),,.
Le 15 janvier 2020, il s'est blessé à la cheville lors de la rencontre face à Huddersfield Town. Il sera indisponible pendant plusieurs semaines.
Le 25 janvier 2021, il rejoint Huddersfield Town.

### Carrière internationale
Duane Holmes choisit de représenter les États-Unis.
Il participe à son premier camp d'entraînement à l'Académie navale d'Annapolis où il est appelé avec la sélection nationale afin de préparer la Gold Cup. Le 1er juin, il est convoqué pour deux matchs amicaux contre la Jamaïque et le Venezuela. Cinq jours plus tard, il fait partie des 23 appelés par le sélectionneur national Gregg Berhalter pour la Gold Cup 2019.
Le 6 juin 2019, il honore sa première sélection contre la Jamaïque en match amical. Lors de ce match, il entre à la 66e minute de la rencontre, à la place de Cristian Roldan. Le match se solde par une défaite de 0-1 des Américains,,. Le 9 juin, il honore sa deuxième sélection contre le Venezuela en amical. Lors de ce match, il entre à la 62e minute de la rencontre, à la place de Weston McKennie. Le match se solde par une défaite de 0-3 des Américains,. Le 15 juin, il déclare forfais pour la Gold Cup en raison d'une blessure, remplacé par Djordje Mihailovic.

## Distinctions personnelles
- Meilleur joueur de l'année avec Scunthorpe United en 2018[60]

## Statistiques

### Statistiques détaillées
| Saison                | Club                  | Championnat           | Championnat | Championnat | Championnat | Coupe nationale | Coupe nationale | Coupe nationale | Coupe de la Ligue | Coupe de la Ligue | Coupe de la Ligue | Autres compétitions | Autres compétitions | Autres compétitions | Autres compétitions | États-Unis | États-Unis | États-Unis | Total | Total | Total |
| Saison                | Club                  | Division              | M.          | B.          | P.d.        | M.              | B.              | P.d.            | M.                | B.                | P.d.              | Comp.               | M.                  | B.                  | P.d.                | M.         | B.         | P.d.       | M.    | B.    | P.d.  |
| 2013-2014             | Huddersfield Town     | Championship          | 16          | 0           | 2           | 2               | 0               | 1               | 1                 | 0                 | 0                 | -                   | -                   | -                   | -                   | -          | -          | -          | 19    | 0     | 3     |
| 2014-2015             | Huddersfield Town     | Championship          | 0           | 0           | 0           | 0               | 0               | 0               | 1                 | 0                 | 0                 | -                   | -                   | -                   | -                   | -          | -          | -          | 1     | 0     | 0     |
| 2015-2016             | Huddersfield Town     | Championship          | 6           | 1           | 0           | 0               | 0               | 0               | -                 | -                 | -                 | -                   | -                   | -                   | -                   | -          | -          | -          | 6     | 1     | 0     |
| Sous-total            | Sous-total            | Sous-total            | 22          | 1           | 2           | 2               | 0               | 1               | 2                 | 0                 | 0                 | -                   | 0                   | 0                   | 0                   | 0          | 0          | 0          | 26    | 1     | 3     |
| 2013-2014             | Yeovil Town (prêt)    | Championship          | 5           | 0           | 1           | -               | -               | -               | -                 | -                 | -                 | -                   | -                   | -                   | -                   | -          | -          | -          | 5     | 0     | 1     |
| 2014-2015             | Bury FC (prêt)        | League Two            | 6           | 0           | 0           | -               | -               | -               | -                 | -                 | -                 | FLT                 | 1                   | 0                   | 0                   | -          | -          | -          | 7     | 0     | 0     |
| Sous-total            | Sous-total            | Sous-total            | 11          | 0           | 1           | 0               | 0               | 0               | 0                 | 0                 | 0                 | -                   | 1                   | 0                   | 0                   | 0          | 0          | 0          | 12    | 0     | 1     |
| 2016-2017             | Scunthorpe United     | League One            | 32          | 3           | 2           | 1               | 0               | 0               | 2                 | 0                 | 0                 | FLT+PO              | 3+1                 | 0                   | 0                   | -          | -          | -          | 39    | 3     | 2     |
| 2017-2018             | Scunthorpe United     | League One            | 45          | 7           | 4           | 3               | 0               | 0               | 2                 | 1                 | 0                 | FLT+PO              | 2+2                 | 1+0                 | 0+1                 | -          | -          | -          | 54    | 9     | 5     |
| 2018-2019             | Scunthorpe United     | League One            | 1           | 0           | 1           | -               | -               | -               | -                 | -                 | -                 | -                   | -                   | -                   | -                   | -          | -          | -          | 1     | 0     | 1     |
| Sous-total            | Sous-total            | Sous-total            | 78          | 10          | 7           | 4               | 0               | 0               | 4                 | 1                 | 0                 | -                   | 8                   | 1                   | 1                   | 0          | 0          | 0          | 94    | 12    | 8     |
| 2018-2019             | Derby County          | Championship          | 25          | 2           | 1           | 4               | 0               | 1               | 1                 | 0                 | 1                 | PO                  | 2                   | 0                   | 0                   | 2          | 0          | 0          | 34    | 2     | 3     |
| 2019-2020             | Derby County          | Championship          | 28          | 2           | 3           | 2               | 1               | 0               | 1                 | 0                 | 0                 | -                   | -                   | -                   | -                   | -          | -          | -          | 31    | 3     | 3     |
| Sous-total            | Sous-total            | Sous-total            | 53          | 4           | 4           | 6               | 1               | 1               | 2                 | 0                 | 1                 | -                   | 2                   | 0                   | 0                   | 2          | 0          | 0          | 65    | 5     | 6     |
| Total sur la carrière | Total sur la carrière | Total sur la carrière | 164         | 15          | 14          | 12              | 1               | 2               | 8                 | 1                 | 1                 | -                   | 11                  | 1                   | 1                   | 2          | 0          | 0          | 197   | 18    | 18    |